# AX MUSIC-FACTORY
「AX MUSIC-FACTORY」（アックスミュージックファクトリー）は、2000年10月2日から2002年3月29日まで放送された日本テレビの音楽番組。

## 概要
- タイトルは日本テレビのコールサイン（JOAX-(D)TV）からきている。
- 月曜日から金曜日の25:20-25:50の放送であるが、フルで放送した局、火曜日の「ヒットサイト」のみの局があった。

## 主な出演者
- つんく♂
- ばーちゃる女子アナ
- SILVA
前番組「M-mania」から続投
- YOPPY
- 藤井隆
後継番組「AX MUSIC-TV」にも出演
- CHEMISTRY
- 池田なみ子
- 藤岡正明

## AX POWER PLAY
1. 003 「No No No」清貴
2. 005 「こいのうた」GO!GO!7188
3. 006 「CLUB ZIPANGU」R・I・N・A
4. 009 「Faith」e.mu
5. 011 「SISSY DUCK」ゼリ→
6. 013 「夢つれづれ」DASEIN
7. 016 「Only Truth～夢じゃないキス～」Kazami
8. 017 「I'm here saying nothing」矢井田瞳
9. 020 「Dry?」Janne Da Arc
10. 021 「愛してる」高橋克典 with 仲間由紀恵
11. 022 「次の晴れた日に」ゼリ→
12. 023 「.5（HALF）」SURFACE
13. 024 「Love Thang」今井大介
14. 026 「果実」唄人羽
15. 029 「TRUE LIES」Dope HEADz
16. 030 「灰色ラブソング」岡北有由
17. 031 「Trust Your Love」倖田來未
18. 032 「桜吹雪」DASEIN
19. 033 「Luv. Remix」Changin' My Life
20. 034 「Baby Blue」Luv Tina
21. 035 「ピアス」中島卓偉
22. 038 「BECAUSE…」STEEL
23. 039 「Love Stuff」コタニキンヤ.
24. 040 「雨は毛布のように」キリンジ
25. 044 「フルコート」THE HIGH-LOWS
26. 045 「ジレンマ」speena
27. 047 「FULL MOON PRAYER」CORE OF SOUL
28. 049 「ダウンコード」FANATIC◇CRISIS
29. 050 「COLOR OF SOUL」倖田來未
30. 052 「レディースナイト」THE★SCANTY
31. 053 「ありがとう」Wyolica
32. 054 「Buzzstyle」Bellefire（英語版）
33. 055 「Star Dust」Changin' My Life
34. 056 「僕の行方」キンモクセイ
35. 057 「悲しみのハンター」Lita
36. 058 「あの日の空」[iksi:d]
37. 059 「Only the love survive」access
38. 060 「東京」エスカーゴ
39. 061 「恋の風船」椎名法子
40. 062 「ルーズリーフ」P.I.MONSTER
41. 063 「CRESCENT MOON」中島美嘉
42. 064 「DESTINY'S LOTUS」中島美嘉
43. 065 「Out Of Orbit -Triple ZERO-」T.M.Revolution
44. 066 「窓絵」熊木杏里
45. 067 「そこに、あなたが…」SEX MACHINEGUNS
46. 068 「BODY DOUBLE」FAIRY FORE
47. 069 「一人ぼっち」dicot

## AX RECOMMEND
1. 001 「イキナリズム!」EE JUMP
2. 002 「嫉妬」GLAY
3. 003 「Thank you」SOPHIA

## スタッフ
- 構成：玉井貴代志、矢頭浩、山内浩嗣、舘川範雄、野村正浩、だいもん孝之、AKO、榊暁彦、桝本壮志
- 制作協力：日本テレビエンタープライズ、フォルミカ、翔テレビジョン、オフィス・ケーアール
- 製作著作：日本テレビ